# Кларксон-Веллі (Міссурі)
Кларксон-Веллі (англ. Clarkson Valley) — місто (англ. city) в США, в окрузі Сент-Луїс штату Міссурі. Населення — 2609 осіб (2020).

## Географія
Кларксон-Веллі розташований за координатами 38°37′30″ пн. ш. 90°35′34″ зх. д. / 38.62500° пн. ш. 90.59278° зх. д. (38.625029, -90.592914).  За даними Бюро перепису населення США в 2010 році місто мало площу 7,12 км², з яких 6,99 км² — суходіл та 0,13 км² — водойми.

## Демографія
Згідно з переписом 2010 року, у місті мешкали 2632 особи в 882 домогосподарствах у складі 801 родини. Густота населення становила 370 осіб/км².  Було 913 помешкання (128/км²).
Расовий склад населення:
| - 92,9 % — білих - 3,5 % — азіатів - 1,5 % — чорних або афроамериканців - 0,2 % — вихідців з тихоокеанських островів |

До двох чи більше рас належало 1,3 %. Частка іспаномовних становила 2,2 % від усіх жителів.
За віковим діапазоном населення розподілялося таким чином: 27,8 % — особи молодші 18 років, 57,7 % — особи у віці 18—64 років, 14,5 % — особи у віці 65 років та старші. Медіана віку мешканця становила 46,9 року. На 100 осіб жіночої статі у місті припадало 98,9 чоловіків;  на 100 жінок у віці від 18 років та старших — 99,5 чоловіків також старших 18 років.
Середній дохід на одне домашнє господарство  становив 237 901 долар США (медіана — 162 452), а середній дохід на одну сім'ю — 247 947 доларів (медіана — 168 000). За межею бідності перебувало 3,4 % осіб, у тому числі 5,7 % дітей у віці до 18 років та 0,0 % осіб у віці 65 років та старших.
Цивільне працевлаштоване населення становило 1284 особи. Основні галузі зайнятості: освіта, охорона здоров'я та соціальна допомога — 24,3 %, науковці, спеціалісти, менеджери — 19,2 %, виробництво — 12,6 %, роздрібна торгівля — 11,2 %.